# Lotta Engberg
Anna Charlotte Pedersen, ismertebb nevén Lotta Engberg (Överkalix, Norrbotten megye, 1963. március 5. –) svéd énekesnő.

## Diszkográfia

### Albumok
- Fyra Bugg & en Coca Cola (1987)
- Fyra Bugg & en Coca Cola och andra hits (2003)
- Kvinna & man (Lotta Engberg & Jarl Carlsson, 2005)
- världens bästa lotta (2006)
- Jul hos mig (2009)
- Lotta & Christer (2012, Lotta Engberg & Christer Sjögren)

## Eurovíziós Dalfesztivál
Több alkalommal is részt vett az Eurovíziós Dalfesztivál svéd nemzeti döntőjén, a Melodifestivalenen. 1987-ben sikerült elnyernie a jogot, hogy képviselje Svédországot a brüsszeli versenyen, ahol a tizenkettedik helyen végzett Boogaloo című dalával. Emellett 1984-ben a második helyen végzett, majd a nemzetközi versenyen az őt legyőző Herreys-testvérek háttérénekese volt. Az 1988-as nemzeti döntőben harmadik lett, 1990-ben nyolcadik, 1996-ban harmadik helyen végzett. Utoljára 2002-ben próbálkozott, ekkor Elisabeth Andreassennel és Kikki Danielssonnal együttest alkotva a harmadik helyen végeztek.